# Brassanthe
× Brassanthe, (abreviado Bsn) en el comercio, es un híbrido intergenérico entre los géneros de orquídeas Brassavola × Guarianthe. Fue publicado en Orchid Rev. 111(1254, Suppl.): 95 (2003).